# Pioniere (magazine)
Pioniere est un magazine pour la jeunesse de l'Associazione Pionieri Italiani (API) publié en Italie dans les années 1950 et 1962.
En 1945, après la Seconde Guerre mondiale, le magazine Il Moschettiere est publié par les Edizioni Astrea pendant deux ans. Il s'agit d'une revue pour la jeunesse avec des bandes dessinées de production italienne et française, qui change ensuite de nom, en juin 1947, pour devenir Il Pioniere dei Ragazzi. Après sept numéros, en août de la même année, la publication est arrêtée. La publication reprend en 1948 avec le titre Noi Ragazzi et publié par l'Union des femmes en Italie jusqu'en 1950 avec un contenu similaire. Des illustrations et des bandes dessinées du magazine français pour la jeunesse Vaillant et Pif Gadget, traduites en italien, sont également été publiées dans ce magazine.

## Histoire de la publication
En septembre 1950, paraît une nouvelle revue, Il Pioniere, conçue dans les milieux de gauche italiens comme une alternative au Corriere dei Piccoli et à Il Vittorioso, qui contient, outre des bandes dessinées et diverses rubriques, des articles à caractère social et politique. Il est édité par Dina Rinaldi et Gianni Rodari (qui en est également l'auteur) et compte dans son équipe créative : Marcello Argilli, Vinicio Berti et Gianni Rodari. Il Pioniere commence à être publié grâce à Carlo Pagliarini, premier président de l'Associazione Pionieri d'Italia (une association organisée pour les enfants de 8 à 13 ans) et rédacteur en chef de la revue,.
D'importants intellectuels italiens ont participé à la création de ces magazines et bandes dessinées pour enfants, notamment Ada Gobetti, Amedeo Gigli, Alfonso Gatto, Giulia Mafai, Clario Onesti, Fernanda Macciocchi, Gabriella Parca, Luisa et Mario Sturani, Graziella Urbinati, Raoul Verdini, Renata Viganò, Alfredo Zennaro, Marcello Argilli, Pino Zac, Franco Migliacci, Eliana Giorli La Rosa et de nombreux autres intellectuels italiens de premier plan.
Le magazine est publié jusqu'en 1962. Les publications reprennent de 1963 à 1966 sous le nom de Il Pioniere dell'Unità, avec Marcello Argilli comme éditeur et il est publié comme supplément du jeudi de L'Unità. En 1967, il est publié comme encart dans le magazine Noi Donne par l(UDI jusqu'en 1970 sous le nom de Pioniere Noi Donne.
Le Comitato Ricerche Associazione Pionieri (Comité de recherche de l'Association des Pionniers) a lancé la recherche et la numérisation des albums qui ne sont plus protégés par les droits d'auteur.

## Personnages
Le magazine publie des séries de bandes dessinées de production italienne et française telles que Chiodino (trad.Petit clou), un personnage qui a fait sa première apparition en 1953 et a été publié jusqu'à la fermeture de la revue, en 1962.  Des livres sur ce personnage, créé par Gianni Rodari, ont également été publiés au fil des ans, comme "Le avventure di Chiodino".
Cipollino est le personnage principal d'une série de planches qui sont très populaires auprès des lecteurs de Il Pioniere et qui est aussi le protagoniste du roman de Gianni Rodari : Le avventure di Cipollino,.
Chiodino a également connu un grand succès auprès des jeunes de la RDA (République Démocratique Allemande), de la Russie et d'autres pays socialistes de l'Europe de l'Est, il a également été publié en Chine. En RDA, le magazine Frösi a publié Atomino et Chiodino, traduit en allemand (Ferri)  dans les kiosques à journaux] de 1956 à 1968.
Les autres personnages sont Coccodella et Chicchiricchio, publiés régulièrement jusqu'en 1956, Pif le chien, un personnage de production française, Atomino, publié pour la première fois en 1963 dans Il Pioniere del Giovedì, un encart de l'Unità, et plus tard également dans le supplément Noi Donne de Pioniere.
Des livres sont également été publiés au fil des ans, comme les Sei storie di Atomino, (Six histoires d'Atomino) et Aquila Bianca (Aigle blanc), qui est distribué à partir de 1960,. Aquila Bianca est un personnage dont le but était de raconter l'histoire du point de vue des natives Amérindiens
De nombreuses bandes dessinées sérialisées publiées dans Il Pioniere sont d'origine française données par le magazine français pour enfants Valliant. Les plus connus sont Les Pionniers de l'Espérance, Pif le chien, Helcule et Placid et Muzo qui sont traduits pour la jeunesse italienne.